# Финляндия на зимних Олимпийских играх 1948
На Зимних Олимпийских играх 1948 года Финляндию представляло 24 спортсменов (все — мужчины), выступивших в 5 видах спорта. Они завоевали 1 золотую, 3 серебряных и 2 бронзовых медали, что вывело финскую сборную на 8-е место в неофициальном командном зачёте.

## Медалисты
| Медаль  | Спортсмен                                                    | Вид спорта         | Дисциплина        |
| ------- | ------------------------------------------------------------ | ------------------ | ----------------- |
| Золото  | Хейкки Хасу                                                  | Лыжное двоеборье   | Мужчины           |
| Серебро | Лаури Сильвеннойнен Теуво Лаукканен Саули Рюткю Аугуст Киуру | Лыжные гонки       | Мужчины, эстафета |
| Серебро | Мартти Хухтала                                               | Лыжное двоеборье   | Мужчины           |
| Серебро | Лаури Парккинен                                              | Конькобежный спорт | Мужчины, 10.000 м |
| Бронза  | Беньямин Ваннинен                                            | Лыжные гонки       | Мужчины, 50 км    |
| Бронза  | Пентти Ламмио                                                | Конькобежный спорт | Мужчины, 10.000 м |